# Białowieża (gmina)
Pour les articles homonymes, voir Białowieża.
Białowieża est une gmina rurale du powiat de Hajnówka, Podlachie, dans le nord-est de la Pologne, à la frontière avec la Biélorussie. Son siège est le village de Białowieża, qui se situe environ 21 km à l'est de Hajnówka et 66 km au sud-est de la capitale régionale Białystok.
La gmina couvre une superficie de 203,2 km2 pour une population de 2 691 habitants.

## Géographie
La gmina inclut les villages de Białowieża, Czerlonka, Grudki, Podcerkwy, Podolany, Pogorzelce, Przewłoka, Teremiski et Zwierzyniec.
La gmina borde les gminy de Hajnówka, Narew et Narewka. Elle est également frontalière de la Biélorussie.